# 纳瓦孔塞霍
纳瓦孔塞霍，是西班牙埃斯特雷马杜拉卡塞雷斯省的一个市镇。总面积51平方公里，总人口2170人（2001年），人口密度43人/平方公里。